# Az Új köztemető árkádsorai
Az Új köztemető árkádsorai egy nagy méretű budapesti temetkezési épületegyüttes.

## Története
Budapest legnagyobb temetője, az Új köztemető 1886-ban lett létrehozva. Valamikor ezt követően épült meg a temető bejáratát jobb és bal oldal felől szimmetrikusan közrefogó két árkádos kriptasor. Az épületek tervezője jelenleg nem ismert, talán a temető rendezését kialakító Czigler Győzőt vagy a bejárati épületegyüttest megtervező, árkádsorokat más temetőkben is létrehozó Hegedűs Ármint lehet sejteni ebben a funkcióban.

## Kialakítása
A komplexumot 2 x 2, belsejükben urnatartókat tartalmazó, nagy méretű árkádos épület, illetve a köztük lévő kriptasor teszi ki. A kripták sírfelépítménye nemritkán szintén művészi igényességgel épült.

### Bal (északi) oldali árkádsor
| Északi épület | Nyitott kriptasor | Déli épület |
| Kívül         | Kívül             | Kívül       |
|               |                   |             |
| Belül         | Belül             | Belül       |
|               |                   |             |

### Jobb (déli) oldali árkádsor
| Északi épület | Nyitott kriptasor | Déli épület |
| Kívül         | Kívül             | Kívül       |
|               |                   |             |
| Belül         | Belül             | Belül       |
|               |                   |             |

## Kialakítása
A komplexumot 2 x 2, belsejükben urnatartókat tartalmazó, nagy méretű árkádos épület, illetve a köztük lévő kriptasor teszi ki. A kripták sírfelépítménye nemritkán szintén művészi igényességgel épült.

### Bal (északi) oldali árkádsor
- Fal felőli oldal (délről menve)

| Kép |                   |                  |        |        |                 |       |          |                   |                   |                   |                   |        |        |                   |          |                   |           |
| Név | [azonosí- tatlan] | Kovács és Strobl | Hlavay | Fuszek | [azonosítatlan] | Kanka | Leimeter | [azonosí- tatlan] | [azonosí- tatlan] | [azonosí- tatlan] | [azonosí- tatlan] | Bohler | Virágh | [azonosí- tatlan] | Linhardt | [azonosí- tatlan] | Fissinger |

| Kép |            |                   |                   |                   |                   |                   |       |         |                   |       |                   |           |                   |                   |
| Név | Jalsovszky | [azonosí- tatlan] | [azonosí- tatlan] | [azonosí- tatlan] | [azonosí- tatlan] | [azonosí- tatlan] | Bauer | Kortsák | [azonosí- tatlan] | Szabó | [azonosí- tatlan] | Turkovits | [azonosí- tatlan] | [azonosí- tatlan] |

### Jobb (déli) oldali árkádsor
- Fal felőli oldal (délről menve)

| Kép |         |           |          |       |                 |                   |                   |          |        |        |       |      |                   |         |         |
| Név | Pirkner | Sztiaszny | Dvorzsák | Burda | Dávid és Klinda | [azonosí- tatlan] | [azonosí- tatlan] | Vadkerty | Chirke | Kassay | Kalán | Thür | [azonosí- tatlan] | Winkler | Szarvas |

| Kép |      |                             |                   |           |        |                   |           |                   |           |          |
| Név | Ment | Mária Misszionárius Nővérek | [azonosí- tatlan] | Klenovits | Keleti | [azonosí- tatlan] | Gregorits | [azonosí- tatlan] | Biszton ? | Reinisch |

- Temető felőli oldal (délről menve)

| Kép |              |                   |        |                   |          |         |         |       |         |       |       |                   |         |                   |                   |          |                   |
| Név | Farkasvölgyi | [azonosí- tatlan] | Gyorik | [azonosí- tatlan] | Mészáros | Némethy | Szamota | Lázár | Lengyel | Nemes | Getzi | [azonosí- tatlan] | Gratzer | [azonosí- tatlan] | [azonosí- tatlan] | Schlauch | [azonosí- tatlan] |

| Kép |        |       |                   |         |                   |        |                   |            |                   |          |         |          |        |                   |           |                   |         |        |
| Név | Kovács | Weber | [azonosí- tatlan] | Chladek | [azonosí- tatlan] | Friedl | [azonosí- tatlan] | Mindszenty | [azonosí- tatlan] | Styaszny | Fellner | Pfenning | Olvedy | [azonosí- tatlan] | Szelestey | [azonosí- tatlan] | Sárkány | Scossa |

## Kapcsolódó szócikk
- Budapesti funerális építészet